# Hurrikan Roxanne
Hurricane Roxanne war der siebzehnte benamte Sturm, zehnte Hurrikan und der fünft, sowie letzte schwere Hurrikan der sehr aktiven atlantischen Hurrikansaison 1995. Zum ersten Mal erreichte Roxanne in der Nähe von Cozumel das Festland, in der Phase der höchsten Intensität des Hurrikans, der rund eineinhalb Milliarden US-Dollar an Schäden verursachte. Der Hurrikan nahm dann einen extrem ungewöhnlichen und schlecht vorhersehbaren Kurs durch die Bahía de Campeche, bevor er endgültig Land erreicht und sich auflöste. Roxanne war im westlichen Karibischen Meer seit Hurrikan Hattie im Oktober 1961 der erste Hurrikan, der sich in einem Oktober bildete und der erste Kategorie-3-Hurrikan auf der Saffir-Simpson-Hurrikan-Windskala (SSHWS).
Roxanne war der erste Sturm, dem seit Beginn der Namensgebung für atlantische Hurrikane im Jahre 1950 der Buchstabe 'R' zugeteilt wurde (und neben Rita 2005 auch der einzige weitere).

## Sturmverlauf

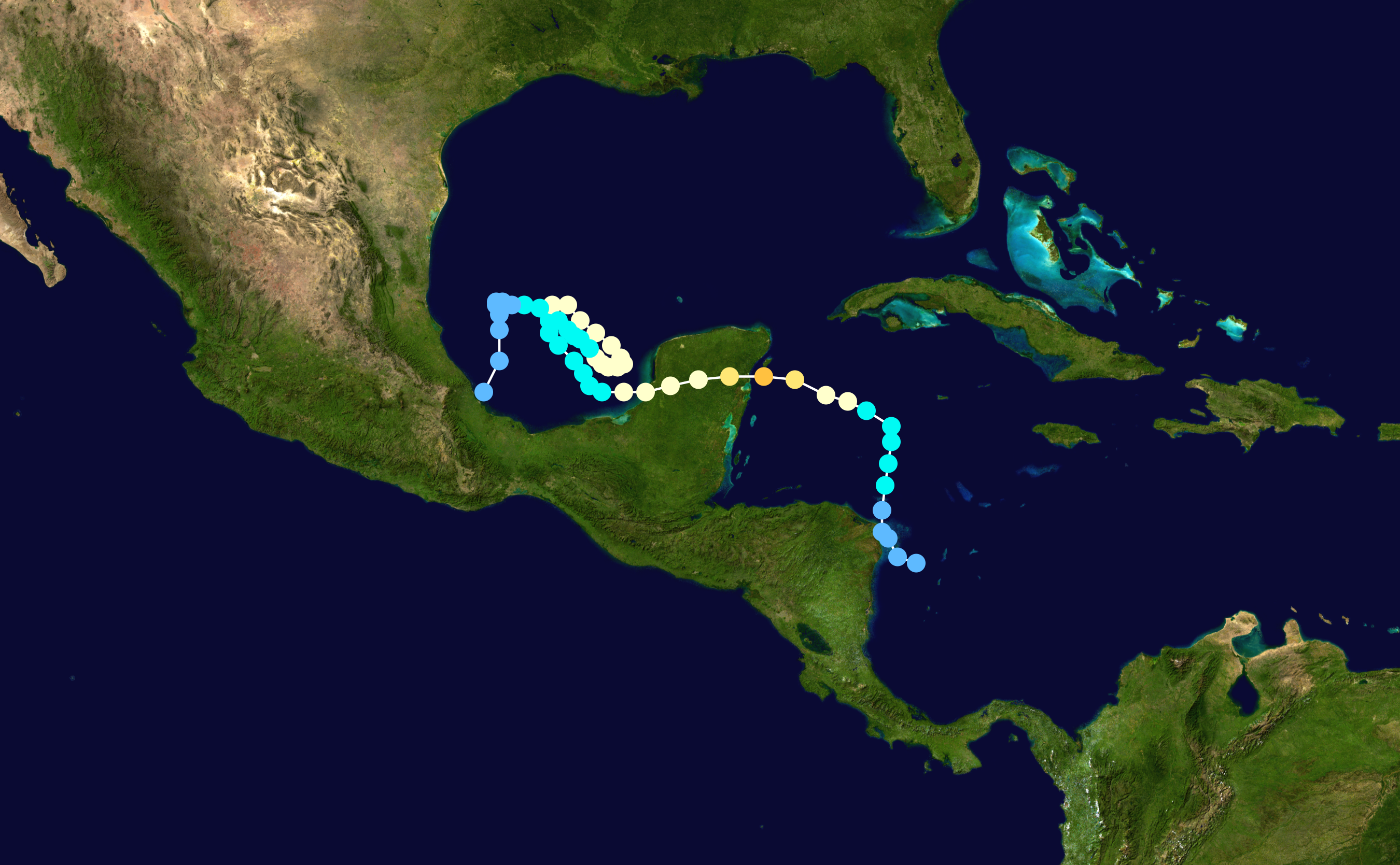
Sturmpfad von Roxanne

Roxanne bildete sich aus einer tropischen Welle, die sich mit einem großen Tiefdruckgebiet mit einem Trog vor der Küste von Honduras verband. Trotzdem dies eine eher konfuse Verbindung ist, ist dies in der westlichen Karibik nicht ungewöhnlich. Aus all diesen Komponenten bildete sich am 7. Oktober ein tropisches Tiefdruckgebiet. Satellitenaufnahmen zeigten eine stetige Intensivierung, und um 00:00 UTC wurde das Tief zum Tropischen Sturm Roxanne. Roxanne war nun eine Gefahr für die Kaimaninseln und Kuba. Die Rinne, welche Roxanne gesteuert hatte, wanderte allerdings nach Norden und wurde durch ein Hochdruckgebiet ersetzt. Dadurch wurde Roxanne westwärts gezwungen, und als der Sturm in Richtung Yucatán zog, intensivierte er sich wesentlich.
Während des Nachmittags des 10. Oktober wurde Roxanne zum Hurrikan und bildete ein gut entwickeltes Auge und kurz darauf erfolgte die Aufstufung zu einem Hurrikan der Kategorie 3. Es war dies das erste Mal seit Hurrikan Hattie während der Hurrikansaison 1961, dass dies geschah. Hurrikan Hattie hatte eine ähnliche Intensivierungsphase durchgemacht und einen ähnlichen Verlauf eingeschlagen. Roxanne erreichte zum Höhepunkt ihrer Intensität das Festland nördlich von Tulum, einem Ort in der Nähe von Cozumel, mit andauernden Winden von etwa 185 km/h. Roxanne verlor dann nicht ihre Hurrikanstärke, obwohl der Hurrikan für eineinhalb Tage über Land blieb.
Roxanne geriet als minimaler Hurrikan zurück über das Wasser in der Bahía de Campeche. Roxanne schwächte sich kurz darauf zu einem tropischen Sturm ab und wendete nach Nordwesten. Sobald die Zirkulation vollkommen über Wasser war, erreichte Roxanne erneut Hurrikanstärke. Die steuernden Strömungen über dem südlichen Golf von Mexiko waren schwach und Roxanne trieb nach Südosten und bedroht erneut Yucatán, bevor sie erneut eine nordwestliche Richtung einschlug. Roxanne schwächte sich stetig ab, drehte nach Süden und löste sich schließlich über der Bahía de Campech auf.

## Sturmwarnungen
Roxannes sehr atypischer Kurs über die westliche Karibik und den südlichen Golf von Mexiko führte zu einer Reihe von Sturmwarnungen. 23 Stunden bevor der Hurrikan das Festland erreichte, wurde eine Hurrikanwarnung ausgegeben. Als Roxanne in den Golf von Mexiko eintrat, wurden Sturmbereitschaften und Warnungen fast kontinuierlich ausgegeben, eingestellt und erneuert und dies über fast zehn Tage hinweg, während derer der Sturm auf seinem Irrweg in der Bahía de Campech umherwanderte.

## Auswirkungen

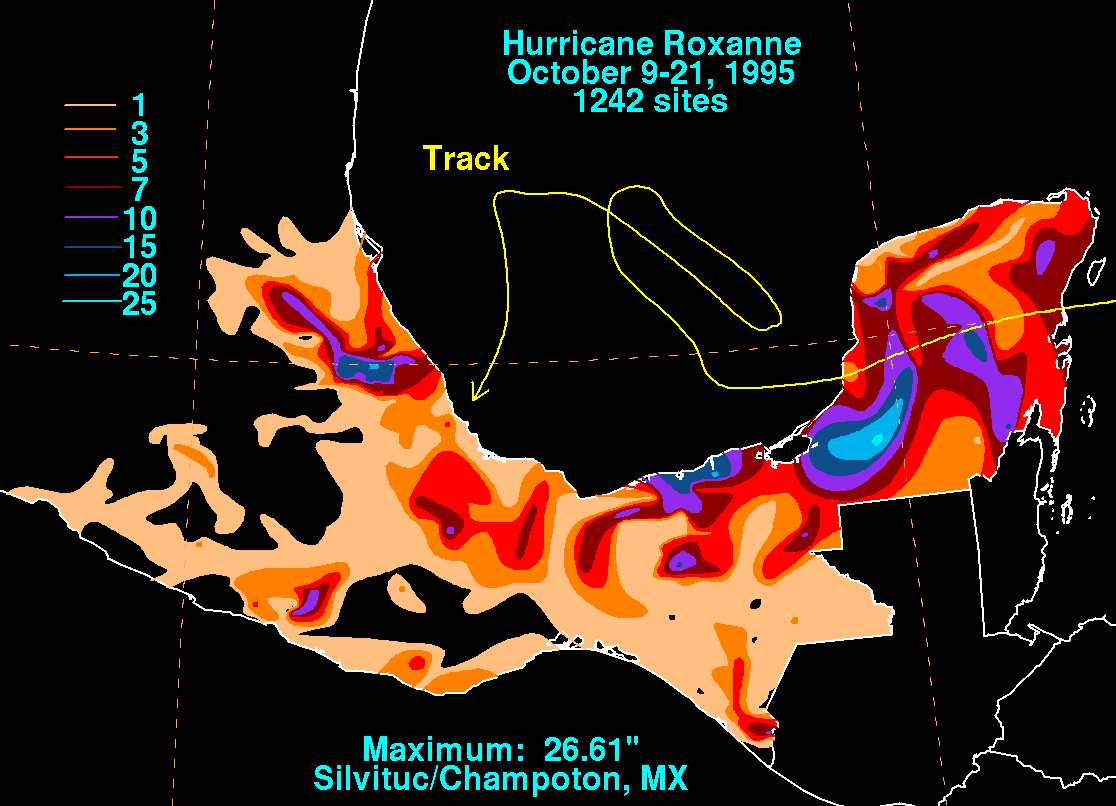
Regenfallverteilung durch Roxanne in Mexiko

Roxanne verursachte 14 Tote, fünf davon durch den Untergang einer Ölbohrplattform mit 245 Menschen an Bord. Der Sachschaden war in verschiedenen mexikanischen Bundesstaaten groß. Über 40.000 Wohnhäuser wurden in den Bundesstaaten Campeche, Quintana Roo, Tabasco, Veracruz und Yucatán zerstört. Die Ernte wurde vernichtet und Vieh ertrank. Straßen wurden weggespült und durch Erdrutsche blockiert. Die Straße zwischen Carmen und Campeche wurde völlig vernichtet. Es gibt auch unbestätigte Berichte, dass Hotellobbys in Cancun und Cozumel durch Wellen beschädigt wurden. Regen und die Sturmflut verursachte mit den überlaufenden Flüssen die schwersten Fluten in Campeche seit 1927. Die höchste aufgezeichnete Niederschlagsmenge betrug 676 mm in  Silvituc/Champoton. Die Sturmflut wirkte sich an der mexikanischen Küstenlinie über Tage hinweg aus und das Meerwasser flutete hunderte von Metern landeinwärts.
Roxanne betraf ein Gebiet, das nur einige Wochen zuvor direkt von Hurrikan Opal getroffen worden war und die verursachten Schäden konnten nicht eindeutig zugeordnet werden. Der Schaden insgesamt wurde auf etwa 1,5 Milliarden US-Dollar geschätzt.

### Streichung
Wegen des großen Schadens, den Roxanne in Mexiko angerichtet hat, wurde der Name im Frühjahr 1996 von der World Meteorological Organization von der Liste der Namen tropischer Wirbelstürme gestrichen und wird nie wieder für einen atlantischen Hurrikan verwendet. Der Name wurde in der Hurrikansaison 2001 durch Rebekah ersetzt.